# Diego Zabala
Diego Martín Zabala Morales (Montevideo, Uruguay, 19 de septiembre de 1991) es un futbolista uruguayo. Juega como mediocampista por derecha y su primer equipo fue Racing de Montevideo. Actualmente se encuentra en Amazonas FC de la Serie B de Brasil.

## Trayectoria
Zabala debutó como profesional el 6 de febrero de 2011, en la fecha 1 del Torneo Clausura, con Racing, ingresó al minuto 69 para enfrentar a El Tanque Sisley y ganaron 2-1. El 29 de mayo, anotó su primer gol oficial, fue contra Tacuarembó y ganaron 3-2. Logró la titularidad al final del Campeonato pero en la temporada siguiente sufrió una lesión que lo alejó de las canchas por varios partidos, cuando regresó, al segundo partido volvió a marcar un gol.
Diego se consolidó en el equipo, y tuvo su mejor temporada en el 2014-15. En el Torneo Apertura, Racing mostró un gran nivel, anotaron 11 goles en los 3 primeros partidos, Zabala anotó 2 goles en ese comienzo. Finalmente quedaron en segundo lugar tras Nacional, que ganó 14 partidos de los 15 jugados. Pero en el Torneo Clausura, Racing bajó el nivel y quedó en último lugar de la tabla. En toda la temporada jugó 29 partidos y anotó 5 goles.
En el Torneo Apertura del 2015, Zabala jugó los 15 partidos, convirtió un gol pero finalizaron en la posición 14 de 15 clubes. Realizó la pretemporada de 2016 con Racing, pero el 4 de febrero viajó a Argentina para incorporarse a su nuevo club, Vélez Sarsfield, a préstamo por 6 meses con opción de compra. Dejó su club uruguayo con 115 partidos jugados, 13 goles y 16 asistencias.
Debutó en la máxima categoría argentina el 4 de marzo de 2016, ingresó al minuto 77 para enfrentar a Arsenal pero perdieron 1-0. Volvió a tener minutos el 27 de marzo, fue titular por primera vez en el Estadio José Amalfitani pero fueron derrotados 1-2 por Quilmes.
El 10 de abril, jugaron contra Rosario Central en el Gigante de Arroyito, Zabala ingresó al minuto 74 y el partido estaba 2-1 en contra, aprovechó su oportunidad y anotó su primer gol con Vélez, fue el empate transitorio 2-2, ya que en tiempo cumplido, volvió a marcar y sentenciar el partido 2-3 a favor.
Tras varias temporadas en la máxima categoría del fútbol argentino, regresó a Uruguay en febrero de 2022, fue fichado por el Club Nacional de Football.
En diciembre de 2024 el tricolor decidió no renovarle el contrato al jugador, por lo que quedó en condición de libre.

## Estadísticas
- Actualizado al 15 de agosto de 2025

| Club                      | Div.                | Temporada           | Liga  | Liga  | Liga   | Copa nacional | Copa nacional | Copa nacional | Copa internacional | Copa internacional | Copa internacional | Total | Total | Total  |
| Club                      | Div.                | Temporada           | Part. | Goles | Asist. | Part.         | Goles         | Asist.        | Part.              | Goles              | Asist.             | Part. | Goles | Asist. |
| ------------------------- | ------------------- | ------------------- | ----- | ----- | ------ | ------------- | ------------- | ------------- | ------------------ | ------------------ | ------------------ | ----- | ----- | ------ |
| Racing (M) · Uruguay      | 1.ª                 | 2010/11             | 9     | 1     | 0      | -             | -             | -             | -                  | -                  | -                  | 9     | 1     | 0      |
| Racing (M) · Uruguay      | 1.ª                 | 2011/12             | 12    | 1     | 0      | -             | -             | -             | -                  | -                  | -                  | 12    | 1     | 0      |
| Racing (M) · Uruguay      | 1.ª                 | 2012/13             | 20    | 2     | 3      | -             | -             | -             | -                  | -                  | -                  | 20    | 2     | 3      |
| Racing (M) · Uruguay      | 1.ª                 | 2013/14             | 30    | 3     | 10     | -             | -             | -             | -                  | -                  | -                  | 30    | 3     | 10     |
| Racing (M) · Uruguay      | 1.ª                 | 2014/15             | 29    | 5     | 3      | -             | -             | -             | -                  | -                  | -                  | 29    | 5     | 3      |
| Racing (M) · Uruguay      | 1.ª                 | 2015/16             | 15    | 1     | 0      | -             | -             | -             | -                  | -                  | -                  | 15    | 1     | 0      |
| Racing (M) · Uruguay      | Total               | Total               | 115   | 13    | 16     | -             | -             | -             | -                  | -                  | -                  | 115   | 13    | 16     |
| Vélez Argentina           | 1.ª                 | 2016                | 6     | 2     | 0      | 1             | 0             | 0             | -                  | -                  | -                  | 7     | 2     | 0      |
| Vélez Argentina           | 1.ª                 | 2016/17             | 27    | 4     | 0      | -             | -             | -             | -                  | -                  | -                  | 27    | 4     | 0      |
| Vélez Argentina           | Total               | Total               | 33    | 6     | 0      | 1             | 0             | 0             | -                  | -                  | -                  | 34    | 6     | 0      |
| Unión Argentina           | 1.ª                 | 2017/18             | 25    | 5     | 4      | 3             | 0             | 0             | -                  | -                  | -                  | 28    | 5     | 4      |
| Unión Argentina           | 1.ª                 | 2018/19             | 25    | 6     | 0      | 3             | 0             | 1             | 2                  | 0                  | 1                  | 30    | 6     | 2      |
| Unión Argentina           | Total               | Total               | 50    | 11    | 4      | 6             | 0             | 1             | 2                  | 0                  | 1                  | 58    | 11    | 6      |
| Rosario Central Argentina | 1.ª                 | 2019/20             | 20    | 2     | 2      | 1             | 0             | 0             | -                  | -                  | -                  | 21    | 2     | 2      |
| Rosario Central Argentina | 1.ª                 | 2020                | -     | -     | -      | 5             | 1             | 0             | -                  | -                  | -                  | 5     | 1     | 0      |
| Rosario Central Argentina | 1.ª                 | 2021                | 20    | 0     | 3      | 10            | 1             | 0             | 10                 | 1                  | 1                  | 40    | 2     | 4      |
| Rosario Central Argentina | Total               | Total               | 40    | 2     | 5      | 16            | 2             | 0             | 10                 | 1                  | 1                  | 66    | 5     | 6      |
| Nacional · Uruguay        | 1.ª                 | 2022                | 35    | 6     | 9      | 2             | 0             | 0             | 9                  | 1                  | 2                  | 46    | 7     | 11     |
| Nacional · Uruguay        | 1.ª                 | 2023                | 36    | 5     | 8      | 3             | 0             | 0             | 8                  | 1                  | 1                  | 47    | 6     | 9      |
| Nacional · Uruguay        | 1.ª                 | 2024                | 33    | 7     | 7      | -             | -             | -             | 10                 | 0                  | 2                  | 43    | 7     | 9      |
| Nacional · Uruguay        | Total               | Total               | 104   | 18    | 24     | 5             | 0             | 0             | 27                 | 2                  | 5                  | 136   | 20    | 29     |
| Amazonas FC · Brasil      | 1.ª                 | 2025                | 5     | 1     | 2      | 1             | 0             | 0             | -                  | -                  | -                  | 6     | 1     | 2      |
| Amazonas FC · Brasil      | 2.ª                 | 2025                | 16    | 0     | 2      | -             | -             | -             | -                  | -                  | -                  | 16    | 0     | 2      |
| Amazonas FC · Brasil      | Total               | Total               | 21    | 1     | 4      | 1             | 0             | 0             | -                  | -                  | -                  | 22    | 1     | 4      |
| Total en su carrera       | Total en su carrera | Total en su carrera | 363   | 51    | 53     | 29            | 2             | 1             | 39                 | 3                  | 7                  | 431   | 56    | 61     |

## Palmarés

### Campeonatos regionales
| Título                | Club        | País   | Año  |
| --------------------- | ----------- | ------ | ---- |
| Campeonato Amazonense | Amazonas FC | Brasil | 2025 |

### Campeonatos nacionales
| Título              | Club     | País    | Año  |
| ------------------- | -------- | ------- | ---- |
| Torneo Intermedio   | Nacional | Uruguay | 2022 |
| Torneo Clausura     | Nacional | Uruguay | 2022 |
| Campeonato Uruguayo | Nacional | Uruguay | 2022 |
| Torneo Intermedio   | Nacional | Uruguay | 2024 |

### Distinciones individuales
| Distinción                                | Año  |
| ----------------------------------------- | ---- |
| Premios AUF - Equipo ideal del mes (mayo) | 2022 |